# 東南角部屋
『東南角部屋』（とうなんかどべや）は、田島みみによる日本の漫画作品。集英社発行の『Cocohana』にて、2013年9月号から2014年11月号まで連載。マーガレットコミックスより単行本が発売された。全12話、全3巻。

## あらすじ
警備員の仕事をしている夏目翼（なつめ つばさ）は、新居の案内をしていた大家に突然迫られ階下へ突き落としてそのまま逃走。住む家を失い、公園で呆然としている中を1人の男が尋ねた。男は翼を自身が住むマンションに案内し、隣の部屋に住む友人の川島薫（かわしま かおる）を紹介する。翼は、紹介された薫から、今まで案内してくれた男が大輔（だいすけ）という者であることを知る。大輔は自分の部屋を貸すから、自分は薫の部屋ですごす、薫は翼と同居してくれと提案する。
大輔の部屋で同居を始めた薫から、大輔には友人以上の思いを抱いていること、だから部屋にいられるのは次の家を決めるまでだ、と脅される中、翼は次の家を決め、薫が見守る中、退出の決意を大輔に告げる。聞いた大輔は、マンションの入居者募集看板を示して、翼に空室があることを示唆する。家賃に翼が驚いているのを見た大輔は、管理会社任せの副業ながら翼が昨日まですごしていたマンションの大家をつとめているという。翼の意思は留まることに決まった。翼、大輔、薫、3人の共同生活が始まる。

## 登場人物

### 主要人物
夏目翼（なつめ つばさ）
警備員の仕事をしている。空手の経験があり持ち物には空手部時代の道着とともに黒帯も持つ。大輔に案内され、マンションの301号室に住み始める。
大輔（だいすけ）
アクセサリーのデザイナー。1年ほど付き合っていた彼女がいたが別れている。副業としてマンションの大家もつとめている。翼が宛先違いで大輔の下へ持っていたはがきには「千賀」の名字が書かれている。
川島薫（かわしま かおる）
株式会社MIM飲料の社員。大輔とは高校時代からの知り合いで、マンションの303号室に住む。

### その他
藤ヶ谷（ふじがや）
夏目の同僚。翼から指導を受けることもある。酒癖が悪い。
和歌子（わかこ）
「定食わか」につとめる。既婚者だが夫は未登場。大輔と薫とは大学時代の知り合いで、2人の仲を少なからず知っている。
山本レナ（やまもと レナ）
翼たちが住むマンションの住人。海外での勉強のため、飲食店「ピチピチ海鮮 大漁生酒場」他かけもちでアルバイトをしている。202号室に住み、大輔を大家と知っている。
剛（つよし）
夏目の弟。熊の絵柄が描かれたパジャマを持っている。

## 作風とテーマ
翼が帰宅時に電車を待っていた駅の背後にある駅名標の表記が、翼から向かって右側が「東北沢」の表記、翼が大輔とのデート後、帰宅時に翼と共に乗り込んだタクシー内で大輔が運転手に指示する先が「世田谷」、年末に翼が本部へ向かうために急いだ先の駅が大手町駅、その後駅構内で薫と落ち合い、薫が乗った電車の方向幕に「西高島平」と表記されている等、物語の舞台は現実世界の東京を示している。

## 書誌情報
- 田島みみ『東南角部屋』 集英社〈マーガレットコミックス〉、全3巻
  1. 2014年1月29日第1刷発行（2014年1月24日発売[2]）、ISBN 978-4-08-845163-3
  2. 2014年6月30日第1刷発行（2014年6月25日発売[3]）、ISBN 978-4-08-845234-0
  3. 2014年11月30日第1刷発行（2014年11月25日発売[4]）、ISBN 978-4-08-845308-8